# Nadzieja powszechnego zbawienia

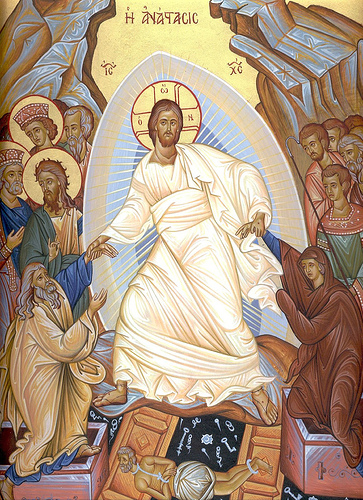
Zmartwychwstanie.

Nadzieją powszechnego zbawienia – nurt refleksji teologicznej, w katolicyzmie oraz prawosławiu, żywiący nadzieję na powszechne zjednoczenie wszystkich rozumnych istot z Bogiem. Czasem łączony z teorią tzw. „pustego piekła”, która zakłada, że choć piekło stanowi realną możliwość ludzkiej wolności, ostatecznie nikt nie zostanie potępiony.
W przeciwieństwie do apokatastazy nadzieja powszechnego zbawienia znajduje potwierdzenie w oficjalnym nauczaniu Kościoła, zarówno na poziomie teologii spekulatywnej, jak i w kościelnej liturgii. Była obecna od początku istnienia teologii chrześcijańskiej. Mimo to jej właściwy kształt wciąż pozostaje przedmiotem dyskusji. Jej przedstawicielami byli m.in. Ambroży z Mediolanu, a współcześnie Karl Rahner, Hans Urs von Balthasar, a w Polsce – Wacław Hryniewicz.

## Refleksja teologii współczesnej

### W Kościele katolickim
Jan Paweł II zalecał chrześcijanom modlitwę o zbawienie wszystkich ludzi:
Ta pełna nadziei perspektywa przeważa w przepowiadaniu chrześcijańskim. Jest trafnie wyrażona w liturgicznej Tradycji Kościoła (...). «Ty bez nas samych nie mogłeś nas zbawić i bez nas samych nie możesz nas potępić». Módlmy się bardzo o to, ażeby ta wola człowieka, który odrzuca zbawczą wolę Boga, nie ucieleśniała się w nikim i nigdzie. Módlmy się o zbawienie wszystkich ludzi, o wieczne zbawienie dla każdego człowieka.
Nauczanie Papieża na temat problemu zbawienia wskazuje na napięcie, jakie zachodzi pomiędzy ewangelicznym przekazem o piekle a wiarą w dobroć Boga. Jego sens należy do depozytów tajemnic wiary. Jednocześnie Papież podkreśla, iż dla chrześcijan zasadniczą prawdę o życiu wiecznym powinny nieść słowa św. Pawła: "Bóg pragnie, by wszyscy ludzie zostali zbawieni i doszli do poznania prawdy" [1 Tym 2, 4]. Przestrzega on przy tym przed irracjonalnym strachem, jaki wywołać mogą źle interpretowane obrazy biblijne. Tę linię rozumowania, opartą na ufności, iż "Bóg pragnie, by wszyscy ludzie zostali zbawieni", podkreśla inna jego katecheza:
Chrystus jest dobrym pasterzem, bo zna człowieka: każdego i wszystkich. Zna ich przez swoją jedyną wiedzę paschalną. Zna nas, ponieważ nas odkupił. Zna nas, ponieważ "zapłacił za nas": jesteśmy zakupieni za ogromną cenę. Zna nas znajomością i wiedzą bardziej "wewnętrzną", z tą samą wiedzą, którą on, Syn, zna i obejmuje Ojca i w Ojcu obejmuje nieskończoną prawdę i miłość. I przez udział w tej prawdzie i miłości, czyni nowych nas, w sobie takich samych, synów Jego przedwiecznego Ojca; uzyskuje raz na zawsze zbawienie człowieka: każdego człowieka i wszystkiego, tych, których nikt nie wyrwie z jego ręki. Rzeczywiście, kto mógłby mu ich odebrać? (...) Kościół ogłasza nam dziś paschalną pewność odkupienia. Pewność zbawienia.

## Nadzieja powszechnego zbawienia a Biblia

### Księga Jonasza
Chrześcijańska teologia biblijna znajduje podstawy dla nadziei powszechnego zbawienia w prorockiej Księdze Jonasza. W Jon 1, 4-14 wyrażona została prawda o tym, iż Bóg pragnie zbawienia wszystkich ludzi, nawet pogan i grzeszników. Przywołane perykopy opowiadają o statku miotanym przez morską nawałnicę. Jonasz, uciekając przed Bogiem, znalazł się na nim pośród pogan. Kiedy w obliczu niebezpieczeństwa Jonasz zasnął, oni obudzili go i pouczyli, aby modlił się do swojego Boga. Jest to jedyna księga Starego Testamentu, która potępia postawę Izraela, za wzór stawiając postawę pogan. Autor księgi wychwala bałwochwalców właśnie dlatego, że – choć nie znali Boga Jahwe – okazali się ludźmi gorliwszymi w poszukiwaniu prawdy. Choć nie uznawali Boga Izraela, przynaglali Jonasza do modlitwy oraz odczuli wzburzenie, kiedy dowiedzieli się, że Jonasz uciekł przed wolą Stwórcy, w którego wierzył. Uczciwość pogan doprowadza ich do ocalenia i poznania Boga. Całą tę scenę chrześcijaństwo interpretuje jako alegorię mówiącą o zbawieniu.

## Nadzieja powszechnego zbawienia a apokatastaza
Nadzieja powszechnego zbawienia różni się od teorii apokatastazy oficjalnie potępionej przez Kościół. W przeciwieństwie do niej nie stara się formułować dogmatu czy też pewnej wiedzy o zbawieniu wszystkich ludzi, lecz pozostawia to w kwestii ufności i modlitwy. Nie dopuszcza również myśli o niejako automatycznym powrocie wszelkiego stworzenia do pierwotnej doskonałości, uważając, iż teoria taka godzi w chrześcijańskie rozumienie osoby. Jak pisał o tym Wacław Hryniewicz:
Przedmiotem naszych rozważań jest nadzieja powszechnego zbawienia. Powszechne zbawienie nie może być doktrynalnym pewnikiem. Powinno pozostać przede wszystkim sferą nadziei, duchowego zmagania i modlitwy. Nie opowiadam się za nauką o apokatastazie, rozumianej jako konieczność zbawienia powszechnego.
Nadzieja ta respektuje wolną wolę człowieka mogącego odrzucić Boga, lecz równocześnie opiera się na ufności, iż taka decyzja nie stanie się udziałem żadnego z ludzi. Choć świadome trwanie w grzechu kieruje osobę ku rzeczywistości piekła, czyli dobrowolnego odrzucenia Boga, Jan Paweł II podkreślał potrzebę wiary w Jego moc, rozumianą jako "wydobywanie dobra spod wszelkich nawarstwień zła, które jest w świecie i w człowieku".

## Kontrowersje, krytyka i obrona
Problematyczną stroną nadziei powszechnego zbawienia jest nie tyle sam jej fakt, ile sposób jej głoszenia. Niektórzy jej przedstawiciele nie ograniczają się bowiem tylko do wyrażenia ufności, ale starają się możliwość powszechnego zbawienia poprzeć licznymi teologiczno-moralnymi argumentami. Takie podejście jednak zbliża nadzieję do pewności i czyni z niej nie tyle płaszczyznę modlitwy i ziemskiego zaangażowania, ile system teologiczny, a w konsekwencji apokatastazę. Zatem sposób głoszenia nadziei zbawienia dla wszystkich podlega ciągłej dyskusji.